# Jaszczurowa Góra
Jaszczurowa Góra – szczyt we wschodniej części Beskidu Andrychowskiego (Beskid Mały). Znajduje się w bocznym południowo-wschodnim grzbiecie niższego z wierzchołków (791 m) Magurki Ponikiewskiej.
Jaszczurowa Góra ma dwa wierzchołki: 777 m i 753 m. Topograficzna mapa Geoportalu podaje nazwę przy niższym, mapa lotnicza Geoportalu oraz mapa Compassu przy wyższym. Niższy wierzchołek jest zwornikiem; grzbiet rozgałęzia się na nim na trzy ramiona opadające do doliny Skawy. Najdłuższe jest ramię północno-wschodnie zwane Suszycami. Ciągnie się ono aż do Przełomu Skawy na osiedlu Jamnik w miejscowości Jaszczurowa. Dwa krótsze ramiona (południowo-wschodnie i południowe) również opadają do wsi Jaszczurowa. Ramię południowe tworzy orograficznie lewe zbocza górnej części potoku Jaszczurówka. W północno-wschodnie stoki grzbietu łączącego obydwa wierzchołki Jaszczurowej Góry wcinają się dolinki źródłowych cieków potoku Bystrz.
Jest to mało wybitny i całkowicie porośnięty lasem szczyt. Porastają go dorodne buki, modrzewie i jawory. W przewodniku Beskid Mały wymieniony jest pod nazwą Jaszczurowska Góra, czasami opisywany jest także jako Jaszczórowska Góra (ta pisownia jest błędna).
Większa część zboczy Jaszczurowej Góry należy do wsi Jaszczurowa (stoki południowe i wschodnie), dużo mniejsza (stok północny) do wsi Koziniec (obydwie w województwie małopolskim, w powiecie wadowickim, w gminie Mucharz).
Szlaki turystyczne
 Jaszczurówka (Jamniki) – Suszyce – Jaszczurowa Góra – Magurka Ponikiewska – schronisko PTTK Leskowiec. Czas przejścia: 1:55 h, ↓ 1.25 h